# Scorpions (paramilitaire)
Les Scorpions (en serbe : Škorpioni, en serbe en écriture cyrillique : Шкорпиони) étaient un groupe paramilitaire serbe formé en 1991 lors de la sécession de la République serbe de Krajina. Le groupe cherchait à exterminer les autres ethnies dans les guerres de Croatie, de Bosnie-Herzégovine et du Kosovo. Le chef des Scorpions était Slobodan Medić.

## Activités

### Massacre de Srebrenica
En avril 2007, le commandant Slobodan Medić ainsi que trois autres membres des Scorpions ont été condamnés par une cour serbe pour leur implication dans le massacre de Srebrenica.

### Massacre de Podujevo
En mars 2004, le membre des Scorpions Saša Cvjetan a été condamné à 20 ans d'emprisonnement ferme pour son implication dans le massacre de Podujevo (en). En juin 2009, quatre autres Scorpions ont été emprisonnés en Serbie pour leur rôle dans ce massacre. Zeljko Djukic, Dragan Medic et Dragan Borojevic ont eu des peines de 20 ans, alors que Midrag Solaja a reçu une sentence de quinze ans.

### Massacre de Trnovo
Milorad Momic est arrêté en Isère où il avait refait sa vie en avril 2011, obtenant par alliance la nationalité française. Il avait francisé son nom, s'appelant Guy Monier